# Reggie Nadelson
Reggie Nadelson, född i Greenwich Village, Manhattan, USA, är en amerikansk kriminalförfattare, journalist och dokumentärfilmare. Hon studerade vid Stanford University. Hon bor både i New York och i London, England
Nadelsons romaner utspelar sig i New York  och problemlösare är den rysk-judiske kriminalpolisen Artie Cohen. Böckerna om Cohen är skrivna i "jag"-form.

## Biografi
Efter att ha studerat vid college reste hon mycket och jobbade med allt möjligt. Hennes dröm var dock att skriva, men det fick hon inte tillfälle att göra förrän hon kom till London, där hon fick börja skriva för tidskriften The Guardian och senare även för The Independent. Vid sidan av journalistiken skrev hon dokumentärer åt BBC. Hennes första hette Comrade Rockstar och handlade om Dean Reed. Det finns även en bok, som kom ut 1991, baserad på dokumentären, och rättigheterna till denna bok har köpts av Tom Hanks som planerar att filmatisera den.

## Artie Cohen
Reggie Nadelsons populäraste verk handlar om polisen Artie Cohen. Första gången Artie dök upp var 1995 i boken Red Mercury Blues och har sen dess dykt upp i totalt nio böcker. Böckerna om Artie Cohen utspelar sig främst i och kring New York.

### Serien om Artie Cohen
- 1995 Red Mercury Blues (även publicerad som Red Hot Blues)
- 1997 Hot Poppies
- 1999 Bloody London
- 2002 Sex Dolls (även publicerad som Skin Trade)
- 2004 Disturbed Earth (När jorden rämnar, 2006)
- 2005 Red Hook (Rött spår, 2007)
- 2006 Fresh Kills (Dödskällan, 2008)
- 2009 Londongrad
- 2010 Blood Count

### Andra romaner
- 2003 Somebody Else
- 2014 Manhattan 62

### Dokumentärt
- 1972 Who is Angela Davis?: The Biography of a Revolutionary
- 1991 Comrade Rockstar (även publicerad som Comrade Rockstar: The Life and Mystery of Dean Reed, the All-American Boy Who Brought Rock 'N' Roll to the Soviet Union)
- 2017 At Balthazar: The New York Brasserie at the Center of the World